# Герб Шепетівського району
Герб Шепетівського району — офіційний символ Шепетівського району, затверджений 7 лютого 2003 р. рішенням сесії районної ради.

## Опис
Щит чотиричасний. У першій частині на лазуровому полі золоте усміхнене сонце з шістнадцятьма променями, прямими і полум'яподібними перемінно. Друга частина червона, третя зелена, четверта чорна. Поверх усього чорний вузький срібний хрест. Щит обрамований золотим декоративним картушем i увінчаний золотою територіальною короною.